# 12 Pułk Drogowo-Eksploatacyjny
12 Pułk Drogowo-Eksploatacyjny im. Robotniczych Batalionów Obrony Warszawy – jednostka wojskowa Zgrupowania Wojsk Kolejowych i Drogowych ludowego Wojska Polskiego.
Pułk sformowany został w 1970 roku. Stacjonował w Modlinie Twierdzy. Razem z 2 Pułkiem Kolejowym z Inowrocławia, 3 Warszawskim Pułkiem Mostowym z Płocka, 4 Pułkiem Drogowo-Eksploatacyjnym z Niska, 5 Pułkiem Kolejowo-Mostowym im. Obrońców Modlina z Modlina, 8 Pułkiem Mostowym z Grudziądza, 10 Pułkiem Kolejowym im. Powstańców Śląskich z Przemyśla, 11 Pułkiem Kolejowym im. S. Łańcuckiego z Przemyśla i 12 Pułkiem Kolejowym im. płk A. Grabowskiego z Tarnowskich Gór wchodził w skład Zgrupowania Wojsk Kolejowych i Drogowych.